# Bandit King of Texas
Bandit King of Texas è un film del 1949 diretto da Fred C. Brannon.
È un western statunitense con Allan Lane.

## Produzione
Il film, diretto da Fred C. Brannon su una sceneggiatura di Olive Cooper, fu prodotto da Gordon Kay, come produttore associato, per la Republic Pictures e girato nell'Iverson Ranch a Chatsworth, nell'area di Burro Flats nelle Simi Hills e nel CBS Studio Center a Studio City, Los Angeles, in California, nella prima metà di maggio del 1949.

## Distribuzione
Il film fu distribuito negli Stati Uniti dal 29 agosto 1949 al cinema dalla Republic Pictures. È stato distribuito anche in Brasile con il titolo Piratas de Estrada.

## Promozione
Le tagline sono:
- THE RANGE ROCKS WITH EXCITING ADVENTURE!
- CRASHING THRILLS! AS THE RANGE ROCKS WITH ADVENTURE!